# Jorge Dágata
Jorge Aníbal Dágata es un autor argentino de cuentos literatura fantástica para niños y jóvenes, nacido en la ciudad de Balcarce (provincia de Buenos Aires, Argentina) el 18 de diciembre de 1950. 

## Trayectoria
La Escuela número 2 lo tuvo como alumno en la primaria. A Nuria Beltrán, su primera maestra, le debe su vocación de escritor.
Luego de terminar el secundario en la Escuela Normal, cursó el ciclo básico de Ingeniería en la Facultad de Ciencias Agrarias de la Universidad Nacional de Mar del Plata. Luego de estudiar Física y Química, comenzó a dar clases en distintos establecimientos educativos de su ciudad natal. Así, en 1976 inició la carrera docente en la Escuela Industrial, pasando posteriormente por el Colegio Nacional, el Santa Rosa, la Escuela de Formación Profesional, la Escuela de Enseñanza Media y numerosas escuelas primarias. En 1977 ingresó a trabajar al diario El Liberal como redactor. Dos años después creó la sección Letra Viva en el mismo diario. 
Entre 1978 y 1980 realiza cursos sobre Matemática, Física y Química. 
Los primeros pasos en la literatura los dio junto a Jorge Foulques y Mario Veliz, Tres poetas, tres caminos, en el año 1974. Posteriormente recibió tres premios literarios en sendos concursos nacionales de la Editorial Colihue, 1983, 1987 y 1992. Siempre ha participado de la vida cultural de Balcarce, involucrándose en la escritura y publicando colaboraciones en los diarios locales. Además, creó el grupo literario "Tiempo" en dicha ciudad. 
Otros libros de Jorge Dágata son: "Los viajeros misteriosos", "Encuentros", "Sucedió en el valle" (editada por Colihue, primer premio nacional, 1987), "Una noche en la selva", "Proyecto Summus", "Relatos y leyendas", entre otras. En 2008 ganó el primer premio en el concurso de cuento o relato sobre historias de trabajo infantil organizado por el gobierno de la provincia de Buenos Aires denominado "....y el trabajo contó un cuento" con su obra titulada “Aunque no llueva”.

## Obra
- 1974 - Tres poetas, tres caminos (junto a Jorge Foulques y Mario Veliz).
- 1984 -  Los viajeros misteriosos.
- Encuentros (libro en coautoría con once escritores de Balcarce).
- 1987 -  Sucedió en el valle.
- 1995 -  Una noche en la selva.
- 1998 -  Páginas Rescatadas
- 2007 -  Proyecto Summus.
- 2008 -  Relatos y leyendas.

## Premios
- 1968 - Primer premio municipal en poesía.
- 1968 - Segundo premio municipal en cuento.
- 1970 - Segundo premio municipal en poesía.
- 1972 - Primer premio en poesía de la Asociación Mundial para el Entendimiento.
- 1972 - Segundo premio en poesía folklórica.
- 1983 - Segundo premio en el Concurso anual Colihue de Novela Juvenil.
- 1987 - Primer premio en el Concurso anual Colihue de Novela Juvenil.
- 1992 - Premio en el Concurso anual Colihue de Novela Juvenil.
- 2008 - Primer premio en el concurso de cuento "....y el trabajo contó un cuento" del Ministerio de Trabajo de la provincia de Buenos